# 龚志成
龚志成曾任中南大学湘雅医院副院长，是中共党员，药学博士，教授，一级主任药师，博士生导师，头衔包括湖南省输液安全评价中心主任、湖南省临床药学研究中心主任、国家老年疾病临床医学研究中心老年合理用药与安全用药研究室主任、中国医院协会医院药事管理专业常委、中华医学会临床药学专业委员、湖南省药学会副理事长兼医院药学专业委员会候任主委和湖南省医院协会常务理事兼评价管理专业委会主任委员。
龚志成的研究方向是输液监控、规范合理用药，成为国策。国家卫健委曾于2019年9月16日举行专题新闻发布会，介绍中南大学湘雅医院安全用药管理经验，国办发（2019）28号、47号两个文件纳入了合理安全输液的建议。近400家媒体对龚志成团队报道达1000余篇，累计浏览量过亿人次。
2021年4月，龚志成在接受性贿赂时，可能是因为使用了过多的春药，致使妓女在床上心脏骤停。

## 经历
1985年7月，龚志成在药剂科工作。任药师、主管药师、副主任药师、主任药师。
2009年9月到2012年12月，龚志成在中南大学临床药理研究所攻读临床药理学专业，获得博士学位。
2012年4月至今，任湖南省药物安全评价协会理事兼副秘书长、湖南省药学会常务理事兼副秘书长、湖南省医院管理协会医院药事管理专业委员会副主任委员。
2014年，龚志成被破例直升为湘雅医院党委副书记。
2015年4月至今，任湖南省物价局药品价格评审专家。
2015年12月至今，任中南大学医院药学研究所所长。
2018年，龚志成转任副院长，主管人事、招标、药品、后勤、保卫、院办等重要部门。
2021年4月，龚志成在接受华润湖南瑞格医药有限公司的性贿赂时，可是能因为使用了过多的春药，致使妓女在床上心脏骤停。龚志成花费数百万人民币将此事压下，由行贿方买单。龚志成拒绝向湘雅医院党委交代情况，中南大学纪律检查委员会介入调查后在6月25日的中层干部大会上，揭露龚志成等人接受上述医药公司负责人肖红旗的宴请和礼金，宣布给予龚志成行政免职和党内严重警告的处分。
2021年5月27日，龚志成副院长带领中南大学湘雅医院第八党总支全体总支委员、支部书记和支部委员以及预备党员，作为领誓人宣读入党誓词，并指出“要想实现伟大宏图未来必须要不忘初心、一鼓作气、继续奋斗，秉承正确的学习态度，严谨的工作作风……”

## 科研项目
龚志成主持过：
- 国家自然科学基金面上项目2项
- 国家卫计委科研项目2项
- 湖南省科技厅重点研发项目、中南大学临床大数据系统建设项目等共计19项课题

龚志成参与了：
- 多项国家自然科学基金
- 863等科研课题

## 荣誉
- 患者安全专家（中国医院协会）[1]
- 2020年,“推进合理用药·年度人物”（国家卫健委医政医管局指导、健康报社主办。推荐辞：中南大学湘雅医院在创新药品供应保障、合理用药管理和药学人才培养上有创新、有作为、有成效，展现了百年老院的深厚底蕴，走出了新时代坚实步履。）[3]

## 著作
老年合理用药相关论文发表100余篇论文，其中SCI 期刊源收录50余篇。
- 《新型冠状病毒肺炎防控药学保障指导》[3]
- 牵头编制了《中国医院质量安全管理》输液安全团体标准[3]